# Thou Shalt Not Kill (film 1913)
Thou Shalt Not Kill è un cortometraggio muto del 1913 scritto e diretto da Hal Reid.

## Produzione
Il film fu prodotto dalla Vitagraph Company of America.

## Distribuzione
Distribuito dalla General Film Company, il film - un cortometraggio in una bobina - uscì nelle sale cinematografiche statunitensi il 18 gennaio 1913.